# ルーク・ストッカー
ルーク・ストッカー（Luke Stocker 1988年7月17日 - ）は、ケンタッキー州バリア出身の元アメリカンフットボール選手・指導者。現在NFLのテネシー・タイタンズのコーチを務めている。現役時代のポジションはタイトエンド。

## 経歴

### プロ入り前
テネシー大学では2007年から2010年までの4年間、先発38試合を含む52試合に出場、85回のレシーブで956ヤードを獲得、8TDをあげた。3年次に29回のレシーブで389ヤードを獲得、チーム2位の5TDをあげた。4年次の2010年には39回のレシーブで417ヤードを獲得、2TDをあげた。この年全米最高のタイトエンドに与えられるジョン・マッキー賞のセミファイナリストに残り、シニアボウルにも出場した。

### タンパベイ・バッカニアーズ

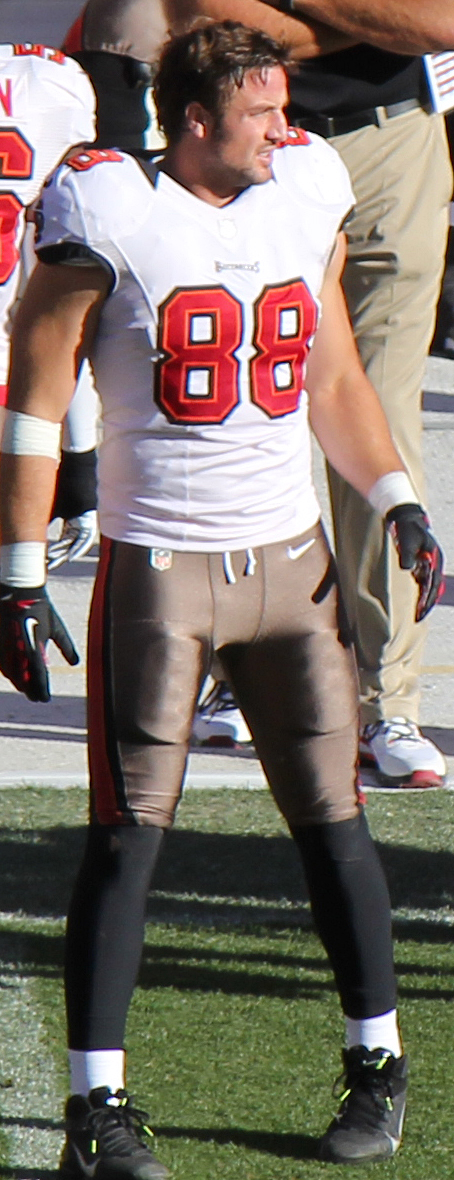
バッカニアーズ時代のストッカー

2011年のNFLドラフト4巡でタンパベイ・バッカニアーズに指名された。同年7月28日にチームと契約を結んだ。練習初日に臀部を負傷し、数週間回復にかかった。9月18日のミネソタ・バイキングス戦で初キャッチを記録した。
2011年、9月11日の開幕戦を含む9試合に先発するなど、14試合に出場、12レシーブを記録した。
2012年も先発TEを務めた。9月23日のダラス・カウボーイズ戦ではキャリア初TDをあげた。
2013年9月23日、故障者リスト入りした。この年はレシーブは0回であった。
2014年は、脳震盪の影響で2試合欠場したもののシーズンの大半を健康に過ごした。ブロック能力を生かして、フルバックとしても起用された。またスペシャルチームのレギュラーでもあった。
2015年3月9日、バッカニアーズと3年契約を結んだ。この年9回のレシーブで61ヤード、1TDをあげた。
2016年、12試合に出場し、5回のレシーブで23ヤードを獲得した。
2017年11月28日、バッカニアーズから解雇された。解雇されるまでの成績は4試合の先発を含む9試合に出場し、3回のレシーブで18ヤード、1TDであった。

### テネシー・タイタンズ
12月4日、テネシー・タイタンズと2年契約を結んだ。タイタンズでもパスブロッカー及び2バックセットでのフルバックとして起用された。
2018年10月21日のロサンゼルス・チャージャーズ戦でタイタンズ加入後初のTDをあげた。

### アトランタ・ファルコンズ
2019年3月14日にアトランタ・ファルコンズと2年契約を結んだ。。このシーズンは15試合に出場、うち9試合で先発し、8レシーブで53ヤードという成績であった。
2020年は16試合出場、うち13試合に先発し、7レシーブで63ヤードという成績であった。

### ミネソタ・バイキングス
2021年7月31日にテネシー・タイタンズと再契約したが、9月2日にリリースされた。
その後10月13日にミネソタ・バイキングスと練習生契約を結び、11月4日にアクティブ・ロースターに昇格した。

### 現役引退後
2023年シーズンより古巣・タイタンズでコーチを務める。

## 人物
ランブロッカーとして優れている。